# О ди Там Шато Ламбер
О ди Там Шато Ламбер (фр. Haut-du-Them-Château-Lambert) насеље је и општина у источној Француској у региону Франш-Конте, у департману Горња Саона која припада префектури Лир.
По подацима из 2011. године у општини је живело 442 становника, а густина насељености је износила 17,57 становника/km². Општина се простире на површини од 25,16 km². Налази се на средњој надморској висини од 500 метара (максималној 1.215 m, а минималној 421 m).

## Демографија
| 1962. | 1968. | 1975. | 1982. | 1990. | 1999. | 2011. |
| ----- | ----- | ----- | ----- | ----- | ----- | ----- |
| 528   | 663   | 562   | 521   | 465   | 502   | 442   |

График промене броја становника у току последњих година